# 天外魔境 電脳絡繰格闘伝
『天外魔境 電脳絡繰格闘伝』（てんがいまきょう でんのうからくりかくとうでん）は、1995年7月28日にハドソンからPC-FX用の対戦型格闘ゲームとして発売されたゲームソフト。

## 概要
PC-FXの動画再生能力を活かして、あらかじめ作成されたアニメーションを圧縮動画として取り込み、コマンドに応じて動画を再生することで展開する格闘ゲーム。天外魔境シリーズのキャラクターを使用し、『バトルヒート』のシステムを発展させた作品である。

## ストーリー
かつて火の勇者の前に破れ去った「悪神ヨミ」が、一片の細胞から復活した。ヨミは、火の一族との戦いで破れた悪の戦士達を次々と復活させ、火の一族への復讐を企てた。その中には、米国のニューヨークから呼び寄せた新戦士の顔もあった。悪の戦士達を集めたヨミは富士山河口に集結し今にもジパング征服を始めようとしている。
この邪悪な波動を火の一族が見逃す訳がない。選りすぐりの火の勇者達が一路富士山に集結した。今、新たな火の勇者の戦いが始まろうとしている。

## 登場人物
自来也
声 - 岩田光央
『天外魔境 ZIRIA』（以下、『天外1』）の主人公。
綱手
声 - 江森浩子
『天外1』のパーティキャラクター。
戦国卍丸
声 - 伊倉一恵
『天外魔境II 卍MARU』（以下、『天外2』）の主人公。
カブキ団十郎
声 - 山口勝平
『天外2』のパーティキャラクター、『天外魔境 風雲カブキ伝』（以下、『カブキ伝』）の主人公。
絹
声 - 井上あずみ
『天外2』のパーティキャラクター。
シロ
『天外2』のノンプレイヤーキャラクター。本作では絹とセットで一組となっている。
マントー
声 - 千葉繁
天外魔境シリーズ全てに登場する敵キャラクター。
菊五郎
声 - 千葉繁
『天外2』のボスキャラクター。
ヨミ
声 - 池田秀一
『天外2』の最終ボスキャラクター。『天外2』に登場した悪神ヨミが一片の細胞から復活した姿。火の一族への復讐を企んでいる。
黄金のカンビエ
声 - 永井一郎
『カブキ伝』のボスキャラクター。
猫姫
声 - 折笠愛
本作のオリジナルキャラクター。ダウンタウンを仕切る女帝。猫衣装を着用したグラマーな美人。髪は金髪。歳が離れた幼女の妹タマとセットで一組でタマと連携プレイで戦う。何かと相手を馬鹿にする。
タマ
声 - 小桜エツ子
本作のオリジナルキャラクター。愛称「おタマ」。猫姫とセットで一組となっている。歳が離れた姉の猫姫を「おねータマ」「ねータマ」と呼んで慕い猫姫同様猫衣装を着用。髪は赤みがかった茶髪。姉の猫姫の影響で結構性格が悪い。